# 1. volilna enota (Slovenija)
1. volilna enota je volilna enota v Sloveniji, ki obsega območja upravnih enot: Idrija, Jesenice, Kamnik, Kranj, Radovljica, Škofja Loka in Tržič; sedež enote je v Kranju.
Enota je razdeljena na 11 volilnih okrajev:
- 1. volilni okraj: občina Jesenice, ki obsega območje krajevnih skupnosti: Rateče-Planica, Kranjska Gora, Dovje-Mojstrana, Hrušica, Planina pod Golico, Javornik-Koroška Bela, Sava, Mirka Roglja Petka, Staneta Bokala, Blejska Dobrava, Podmežaklja, Žirovnica, Cirila Tavčarja (sedež: Jesenice);
- 2. volilni okraj: del občine Radovljica, ki obsega območje krajevnih skupnosti: Bohinjska Bistrica, Bohinjska Bela, Koprivnik, Srednja vas v Bohinju, Stara Fužina, Gorje, Zasip, Bled, Ribno (sedež: Radovljica);
- 3. volilni okraj: del občine Radovljica, ki obsega območje krajevnih skupnosti: Kamna Gorica, Begunje na Gorenjskem, Lesce, Brezje, Mošnje, Ljubno, Kropa, Lancovo, Podnart, Radovljica, Srednja Dobrava (sedež: Radovljica);
- 4. volilni okraj: del občine Kranj, ki obsega območje krajevnih skupnosti: Kranj Primskovo, Kranj Vodovodni stolp, Bratov Smuk, Kranj Čirče, Britof, Predoslje, Kokrica, Kranj Center (sedež: Kranj);
- 5. volilni okraj: del občine Kranj, ki obsega območje krajevnih skupnosti: Kranj Planina, Kranj Huje, Kranj Gorenja Sava, Kranj Zlato Polje, Kranj Struževo, Kranj Stražišče, Podblica, Besnica, Jošt, Žabnica, Mavčiče, Bitnje, Kranj Orehek Drulovka (sedež: Kranj);
- 6. volilni okraj: del občine Kranj, ki obsega območje krajevnih skupnosti: Naklo, Grad, Šenturška Gora, Poženik, Zalog, Cerklje na Gorenjskem, Brniki, Velesovo, Olševek-Hotemaže, Šenčur, Voglje, Kokra, Trboje, Jezersko, Voklo, Visoko, Tenetiše, Trstenik, Goriče, Golnik, Duplje, Podbrezje, Bela, Preddvor (sedež: Kranj);
- 7. volilni okraj: občina Tržič, ki obsega območje krajevnih skupnosti: Bistrica pri Tržiču, Brezje pri Tržiču, Jelendol, Kovor, Križe, Leše, Lom pod Storžičem, Podljubelj, Pristava, Ravne, Sebenje, Senično, Tržič Center (sedež: Tržič);
- 8. volilni okraj: območje občine Škofja Loka (sedež: Škofja Loka);
- 9. volilni okraj: območje občin Gorenja vas-Poljane, Železniki in Žiri (sedež: Škofja Loka);
- 10. volilni okraj: občina Kamnik, ki obsega območje krajevnih skupnosti: Motnik, Špitalič, Tuhinj, Pšajnovica, Šmartno v Tuhinju, Sela pri Kamniku, Srednja vas pri Kamniku, Vranja Peč, Črna pri Kamniku, Nevlje, Mekinje, Novi trg, Volčji Potok, Šmarca, Duplica, Perovo, Kamnik Center, Zaprice, Kamniška Bistrica, Komenda, Moste pri Komendi, Podgorje, Tunjice, Križ, Godič (sedež: Kamnik);
- 11. volilni okraj: občina Idrija, ki obsega območje krajevnih skupnosti: Bukovo, Cerkno, Črni Vrh nad Idrijo, Dole, Godovič, Gorje-Poče-Trebenče, Idrija, Krnice-Masore, Ledine, Novaki Dolenji-Gorenji, Orehek, Otalež, Podlanišče, Ravne- Zakriž, Reka, Spodnja Idrija, Šebrelje, Vojsko, Srednja in Gorenja Konomlja, Zavratec (sedež: Idrija);